# 中山尚之介
中山 尚之介（なかやま なおのすけ）は、幕末の薩摩藩士。別名、尚之助、実善、中左衛門。

## 略歴
島津斉彬の小姓として仕える。斉彬死後に寺方取次に左遷されていたが、藩主・忠義の後見となり、その父・久光に見出され再び小姓に登用される。学識深く古今の制度に通じていた事から腹心として重用され、大久保一蔵（利通）や小松帯刀を抜擢している。堀次郎、大久保とともに御小納戸役に任じられる。
文久2年（1862年）2月、久光の幕政改革を訴えるための上洛にあたり、利通から奄美大島に流刑になっている西郷隆盛を召喚すべきとの訴えを受け、実現させるが、西郷は上洛に反対、のちに久光の命に背く行動をとって再び流刑の命が下される。中山は西郷の言動に振り回された事から、積極的に処罰を進言した。
3月の久光の上洛に随行し、久光の命により公家との交渉や連絡に当たるが、翌年7月に側役を免じられ、その後、桜島地頭、納戸奉行などを務めた。一時は久光の右腕として権勢を振るったが、薩英戦争で精忠組が復権してくると、藩内の尊攘派からは西郷を島流しにしたと憎まれ、また偏狭な性格もあって失脚した。
明治維新後の1876年（明治9年）、大久保利通、木戸孝允の暗殺を企てたとして警視庁に逮捕される。翌年、懲役10年の判決を受け、獄中で没した。享年46。

## 関連作品
テレビドラマ
- 『田原坂』（1987年、日本テレビ年末時代劇スペシャル、演：畠山久）
- 『翔ぶが如く』（1990年、NHK大河ドラマ、演：深水三章）
- 『徳川慶喜』（1998年、NHK大河ドラマ、演：徳永淳）
- 『西郷どん』（2018年、NHK大河ドラマ、演：天野義久）